# Audition (Glee)
"Audition" er den anden sæsons premiere og 23. episode samlet af den amerikanske tv-serie Glee. Episoden blev skrevet af Ian Brennan, instrueret af Brad Falchuk, og havde premiere på Fox den 21. september 2010. I "Audition", forsøger medlemmerne af koret at tiltrække nye rekrutter, herunder den udenlandsk udvekslingsstudent Sunshine Corazon ( 
Charice) og Sam Evans (Chord Overstreet). 

## Eksterne links
- "Audition" Arkiveret 23. september 2010 hos  Wayback Machine at Fox.com
- Audition på Internet Movie Database (engelsk)
- "Audition" at TV.com